# Rymcobites
Rymcobites là một chi bọ cánh cứng trong họ 
Elateridae.
Chi này được miêu tả khoa học năm 1936 bởi Fleutiaux.

## Các loài
Chi này có các loài:
- Rymcobites singularis Fleutiaux, 1936